# Chiesa di San Nicolò (San Genesio Atesino)
La chiesa di San Nicolò (in tedesco Kirche St. Nikolaus) è la parrocchiale di Avigna (Afing), frazione di San Genesio Atesino (Jenesien) in Alto Adige. Appartiene al decanato di Bolzano-Sarentino della diocesi di Bolzano-Bressanone e risale al XIII secolo.

## Storia

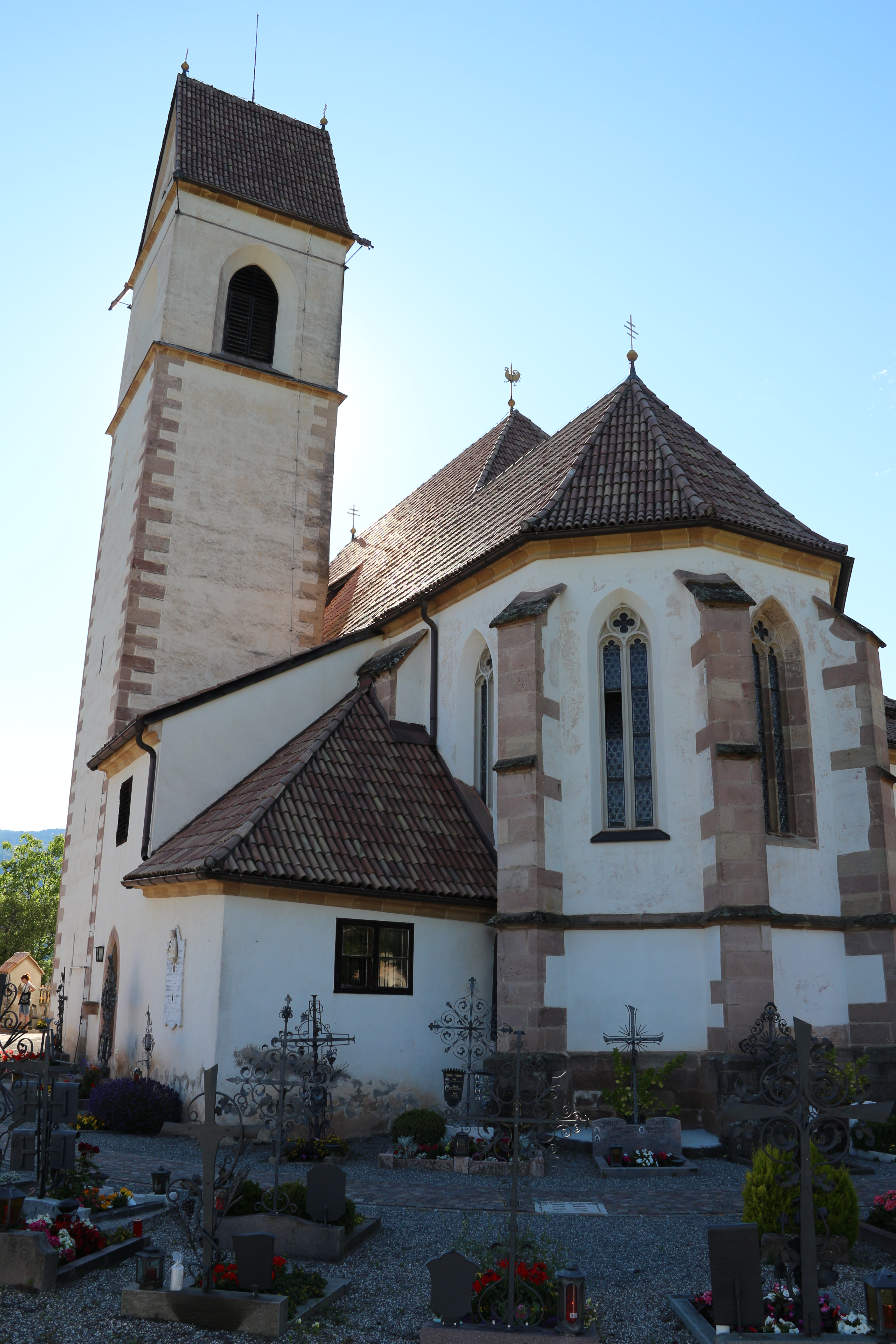
Parte absidale della chiesa con torre campanaria

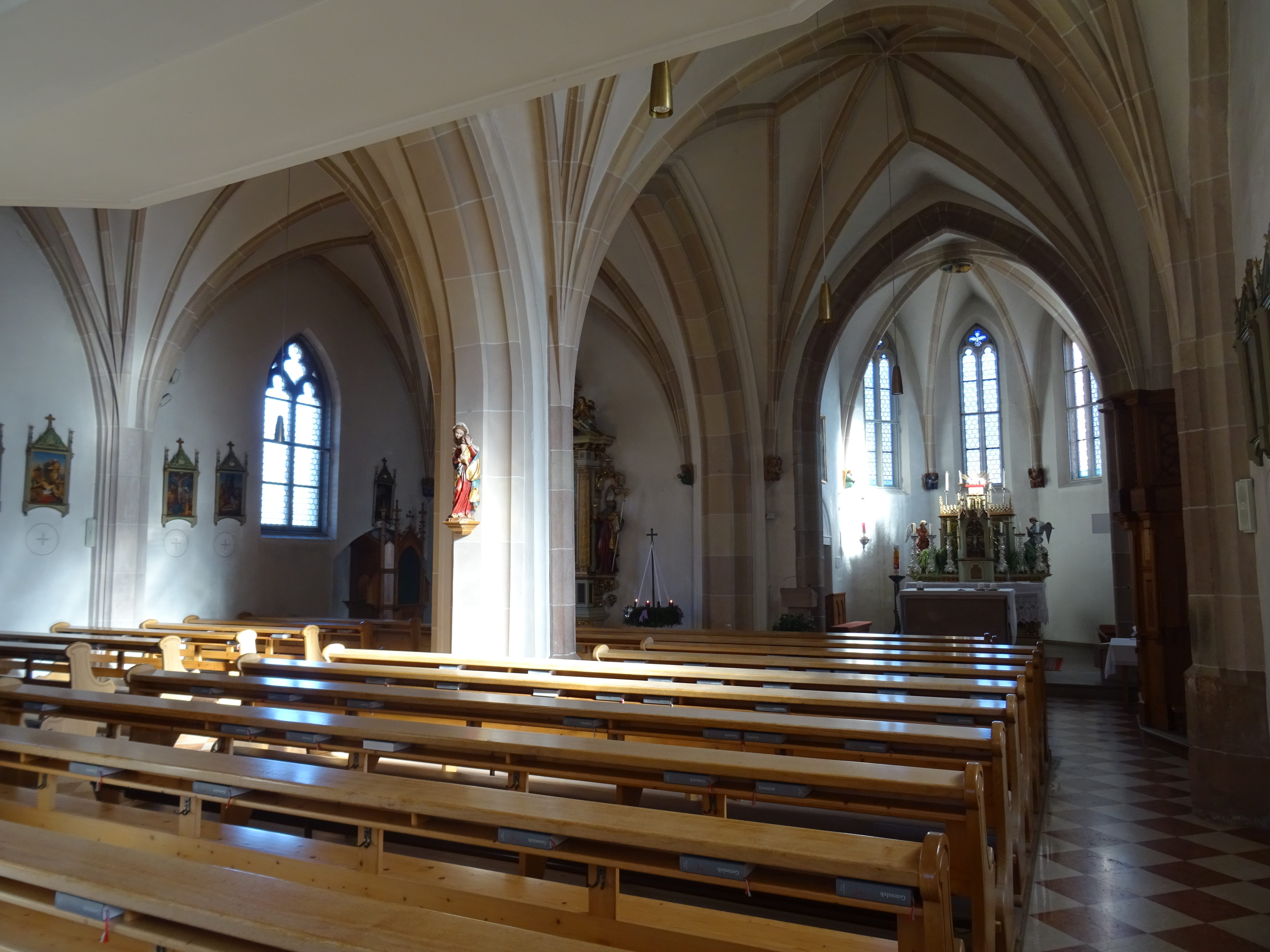
Interno

La prima attestazione di un luogo di culto nel territorio risale al 1305 quando venne ricordata come "cappella sancti Nycolai ... in plebatu sancti Genesii in loco qui Auia appellatur", legata alla parrocchia di San Genesio.
La parrocchiale di Avigna con dedicazione a san Nicolò che ci è pervenuta venne edificata secondo lo stile gotico nel XV secolo.
Sia la chiesa sia il campanile sono stati oggetto di restauri successivi.
Storicamente la parrocchia di San Nicolò è curata legata all'abbazia di Muri-Gries.

## Descrizione
La chiesa è un monumento sottoposto a tutela col numero 15119 nella provincia autonoma di Bolzano.

### Esterno
Il luogo di culto, edificato secondo il gusto tardo gotico, si trova a breve distanza dal centro della frazione di Avigna e accanto alla zona cimiteriale della comunità. La facciata a capanna è semplice. Il portale di accesso, con arco a tutto sesto, è protetto da una tettoia e sopra, in asse, si trova il piccolo rosone strombato che porta luce alla sala. La torre campanaria si trova sulla destra della struttura, e termina con una copertura poco comune, a due spioventi, mentre la cella campanaria di apre con quattro finestre a monofora.

### Interno
L'interno è a due navate con il coro disposto su tre lati nella zona absidale.